# Trechus gamae
Trechus gamae (carabídeo troglóbio do planalto de Santo António) é uma espécie de escaravelho cavernícola da família Carabidae que habita as grutas do Planalto de Santo António, no Parque Natural das Serras de Aire e Candeeiros. Foi descoberto pela bióloga portuguesa Ana Sofia Reboleira, durante o seu trabalho de mestrado e descrito em 2009 por Sofia Reboleira e Artur Serrano.
O material típico desta espécie encontra-se na colecção de Sofia Reboleira, Artur Serrano (Universidade de Lisboa), na colecção do Departamento de Biologia Animal da Universidad de La Laguna e no Museu de História Natural de Paris.

## Adaptações à vida nas grutas
Trechus gamae é um pequeno escaravelho com menos de 5 milímetro de comprimento, despigmentado, com olhos muito reduzidos e sem asas. É muito raro e apenas se encontra nas partes profundas das grutas do Planalto de Santo António.

## Sistemática
A espécie Trechus gamae pertence à família Carabidae. Dada a complexidade da sistemática do género Trechus, Jeannel em 1927, propôs a sua separação em grupos de espécies, desta forma esta espécie está incluída no denominado grupo-T.fulvus, que por sua vez está incluído na linhagem-T.fulvus, que é composta pelas 4 espécies conhecidas de Trechus cavernícolas lusitanos.